# Box-office France 1987
Cet article traite du box-office cinéma de 1987 en France.
Cette année, 363 films sortent sur les écrans, dans la moyenne de la période.
Avec 136,9 millions de spectateurs, l'année 1987 marque un point bas (la baisse se poursuivra mais sera moins forte) de l'importante baisse de fréquentation du milieu des années 1980 qui sera suivi d'une phase de relative stabilité (1988/1995 - autour de 130 millions de spectateurs).
La surprise vient d'Australie avec Crocodile Dundee, nouveau héros qui triomphe au niveau mondial. Le Dernier Empereur connaît également un succès rare pour un tel film (qui n'est pas sans rappeler celui d'Amadeus sorti trois ans plus tôt, également porté par une critique unanime et un triomphe aux Oscars).
Le cinéma français parvient à connaitre le succès hors de la comédie traditionnelle avec Au revoir les enfants et Le Grand Chemin. En revanche, il n'y a pas d'autre succès significatif pour le cinéma français qui connait une baisse sensible de sa part de marché à 36 %, record de l'époque (la part de marché était précédemment autour de 45 %).

## Les films à plus d'un million d'entrées
| Rang | Titre                                    | Pays | Réalisateur                                           | Entrées   |
| ---- | ---------------------------------------- | ---- | ----------------------------------------------------- | --------- |
| 1.   | Crocodile Dundee                         |      | Peter Faiman (en)                                     | 5 887 982 |
| 2.   | Le Dernier Empereur                      |      | Bernardo Bertolucci                                   | 4 727 537 |
| 3.   | Au revoir les enfants                    |      | Louis Malle                                           | 3 488 460 |
| 4.   | Le Grand Chemin                          |      | Jean-Loup Hubert                                      | 3 175 537 |
| 5.   | Platoon                                  |      | Oliver Stone                                          | 2 977 785 |
| 6.   | La Bamba                                 |      | Luis Valdez                                           | 2 752 991 |
| 7.   | Les Incorruptibles                       |      | Brian De Palma                                        | 2 459 380 |
| 8.   | Les Enfants du silence                   |      | Randa Haines                                          | 2 422 536 |
| 9.   | Le Flic de Beverly Hills 2               |      | Tony Scott                                            | 2 409 922 |
| 10.  | Full Metal Jacket                        |      | Stanley Kubrick                                       | 2 321 742 |
| 11.  | Lévy et Goliath                          |      | Gérard Oury                                           | 2 166 907 |
| 12.  | La Mouche                                |      | David Cronenberg                                      | 2 119 496 |
| 13.  | Over the Top : Le Bras de fer            |      | Menahem Golan                                         | 2 102 147 |
|      | Les Aventures de Bernard et Bianca (rep) |      | Wolfgang Reitherman / John Lounsbery / Art Stevens    | 2 000 000 |
| 14.  | Tuer n'est pas jouer                     |      | John Glen                                             | 1 955 471 |
| 15.  | L'Arme fatale                            |      | Richard Donner                                        | 1 857 521 |
| 16.  | L'Aventure intérieure                    |      | Joe Dante                                             | 1 764 113 |
|      | Les 101 Dalmatiens (rep)                 |      | Clyde Geronimi / Hamilton Luske / Wolfgang Reitherman | 1 500 000 |
| 17.  | Predator                                 |      | John McTiernan                                        | 1 480 847 |
| 18.  | Le Sicilien                              |      | Michael Cimino                                        | 1 387 494 |
| 19.  | Angel Heart                              |      | Alan Parker                                           | 1 340 804 |
| 20.  | Le Déclin de l'empire américain          |      | Denys Arcand                                          | 1 245 165 |
| 21.  | Les Yeux noirs                           |      | Nikita Mikhalkov                                      | 1 195 566 |
| 22.  | Association de malfaiteurs               |      | Claude Zidi                                           | 1 194 563 |
| 23.  | La Couleur de l'argent                   |      | Martin Scorsese                                       | 1 167 887 |
| 24.  | Les Sorcières d'Eastwick                 |      | George Miller                                         | 1 158 563 |
| 25.  | Le Maître de guerre                      |      | Clint Eastwood                                        | 1 124 240 |
| 26.  | Golden Child : L'Enfant sacré du Tibet   |      | Michael Ritchie                                       | 1 117 382 |
| 27.  | Les Ailes du désir                       |      | Wim Wenders                                           | 1 079 432 |
| 28.  | Fievel et le Nouveau Monde               |      | Don Bluth                                             | 1 076 677 |
| 29.  | Les Keufs                                |      | Josiane Balasko                                       | 1 071 467 |
| 30.  | Police Academy 4 : Aux armes citoyens    |      | Jim Drake                                             | 1 044 878 |

Par pays d'origine des films (Pays producteur principal)
- États-Unis : 19 films
- France : 5 films
- Italie : 2 films
- Allemagne : 1 film
- Australie : 1 film
- Canada : 1 film
- Royaume-Uni : 1 film
- Total : 30 films